# Multicart
En la jerga de videojuegos, un multicart (‘multicartucho’) es un cartucho que contiene más de un juego. Por lo general, los juegos separados están disponibles individualmente para su compra (como Sega Smash Pack) o previamente disponibles individualmente (como Final Fantasy I & II: Dawn of Souls). Por esta razón, colecciones, antologías y compilaciones se consideran multicartuchos. Su conveniencia para los consumidores es que proporciona un mejor valor, una mayor comodidad, y (en el caso de los juegos portátiles) más portabilidad que los juegos separados proporcionaría. La ventaja para los desarrolladores es que permite que dos o más juegos más pequeños se vendan juntos por el precio de un juego más grande, y ofrece una oportunidad para volver a empaquetar y vender juegos antiguos una vez más, a menudo con pocos o ningún cambio.
Los multicarts son distintos de series de minijuegos como Mario Party, Game & Watch Gallery o WarioWare. Estos juegos se componen de varios minijuegos creados específicamente para la experiencia general del juego. En contraste con esto, el NES multicart Super Mario Bros./Duck Hunt contiene dos juegos de versión completa, cada uno de los cuales estaban disponibles para su compra individualmente.
Aunque más comúnmente asociados con NES y SNES, han aparecido multicartes, tanto autorizados como no autorizados, para muchos sistemas basados en cartuchos, incluyendo el Atari 2600, Intellivision, Odyssey 2, Sega Master System, Sega Genesis y Game Boy. A medida que la capacidad de almacenamiento de los cartuchos sigue creciendo y se vuelven menos costosos, la popularidad de los multicarts ha experimentado un resurgimiento de los sistemas de cartuchos basados en Game Boy Advance y DS de Nintendo. Desde su lanzamiento, estos sistemas han visto un aumento en el número de juegos «2-en-1» y «3-en-1», con algunos relanzamiento de títulos populares previamente vistos en la misma plataforma, como Castlevania de Konami.

## Multicarts piratas
Entre los juegos Famicom piratas, los multicarts suelen anunciar un número exagerado de juegos en sus etiquetas, llamándolos «x-in-1» (x puede ser cualquier número mayor que 1, como «76-in-1», «200-in -1», «1200-in-1», e incluso «9999999-in-1»), pero en realidad normalmente sólo tienen entre cinco y cien juegos verdaderamente únicos. La lista es acolchada por diferentes variaciones de estos juegos, hackeado para comenzar en diferentes niveles o para iniciar un jugador con diferentes power-ups. Los juegos suelen ser títulos Famicom de primera generación, varios de los cuales nunca fueron lanzados oficialmente en Estados Unidos, y en la típica moda pirata han tenido sus nombres deliberadamente mal escritos, sus derechos de autor / logotipos eliminados, o ambos.
Otros sistemas populares de videojuegos también tienen su propia parte de piratas multicartes únicos. A diferencia de la Famicom, los multicarts de Nintendo Game Boy tienen una variedad de diseños multicart diferentes e innovadores. Los multicarts de Game Boy de tamaño estándar tienen un menú de selección de juegos como los multicarts NES o requieren un cambio rápido del botón de encendido Game Boy para seleccionar a través de juegos. La mayoría incorpora un botón de reinicio suave externo (no disponible en ningún carro original), por lo que puede reiniciar el juego sin apagar el sistema. Para superar las limitaciones de almacenamiento de un carrito pirata de tamaño estándar, se crearon grandes carros piratas. Estos carros excepcionalmente grandes y gruesos, más de 2 veces la altura y la profundidad de un cartucho estándar de Game Boy, fueron capaces de almacenar muchos de los nuevos juegos más grandes, como Donkey Kong Land fácilmente. Un inconveniente de estos carros es que carecen de respaldo de la batería, por lo que los juegos de ahorro en estos carros es imposible. La mayoría de estos carros fueron producidos en China, Taiwán y Hong Kong.
Más recientemente ha habido Multijugadores de Game Boy Advance con varios juegos GBA y varios o incluso cientos de roms NES. Estos carros son conocidos por incluir algunos bootlegs, hacks o variaciones de los juegos, la publicidad de ellos como diferentes juegos y darles artes de caja incorrecta en el boxart principal.

## Multicarts sin licencia
Estos multicarts fueron publicados con el consentimiento de los propietarios de los derechos de autor en los juegos en sí, pero sin el consentimiento del consola:
- Acción 52, de Active Enterprises. Este proyecto ambicioso intentó poner 52 juegos únicos en un solo cartucho, pero la mala programación y la reutilización pesada del código entre los juegos, combinada con un precio al por menor robusto de $200 (USD), dio lugar a este juego que se considera a menudo uno de los peores multicarts.
- Caltron 6 in 1 - Rare vintage NES multicart, más tarde relanzado como el Myriad 6 en 1.
- Maxivision 15-en-1, que contenía quince juegos de fabricantes sin licencia NES como Color Dreams y American Video Entertainment.
- Sunday Funday, del desarrollador de juegos religioso Wisdom Tree. El último juego de NES lanzado comercialmente en los Estados Unidos durante varios años, este tres-en-uno cartucho presentó el juego del título (un gráfico hack de la vieja Menace Beach de Color Dreams), Fish Fall (un juego de rompecabezas inédito) y un Programa del karaoke que ofrece una canción cristiana del estallido, «el paseo», por 4Him.
- Bible Adventures - NES.
- King of Kings: The Early Years (Rey de reyes: Los primeros años) - NES.
- Las versiones norteamericanas de la serie Quattro de Codemasters, publicada por Camerica.

## Multicarts oficiales y Gran en Homebrew

### Atari 2600
- 32 in 1 (32 en 1): Sólo lanzado en Europa (sistemas PAL) contiene los primeros éxitos de Atari como Blackjack, Boxing y Combat.
- 2005 Minigame Multicart: Publicado por AtariAge bien después del final de la vida útil de los años 2600, esta colección incluye siete entradas del Concurso MiniGame 2005.

Debido a la relativa facilidad de duplicación de los cartuchos Atari 2600, se desarrolló un gran número de multicarts piratas para el sistema. La mayoría de éstos fueron liberados fuera de los Estados Unidos y la UE (más comúnmente Brasil).

### Nintendo Entertainment System
- Nintendo's Donkey Kong Classics: Contiene Donkey Kong y Donkey Kong Junior.
- Final Fantasy I-II.
- Nintendo's Super Mario Bros./Duck Hunt.
- Sesame Street A-B-C y 1-2-3.
- Short Order/Eggsplode.
- Nintendo's 3-in-1 Super Mario Bros./Duck Hunt/World Class Track Meet.
- Super Mario Bros./Tetris/World Cup Soccer (PAL Región).
- Super Spike V'Ball/Nintendo World Cup.

### Game Boy
- Dragon Warrior I & II: contiene versiones rehechas de los títulos NES.
- Nintendo's Galaga y Galaxian: contiene los dos clásicos arcade (Publicador Por Nintendo Versión).
- Funpack 4-en-1, Volumen 1.
- Funpack 4 en 1, volumen 2.
- Bo Jackson: 2 Juegos en 1: Contiene juegos de fútbol y béisbol.
- Centipede & Millipede (Ciempiés y Milpiés).
- Defender/Joust.

### Game Boy Advance
- 3-in-1 Sports Pack: contiene Paintball Splat, Dodgeball: Dodge This!, and Big Alley Bowling.
- Board Game Classics 3-in-1.
- Capcom Classics-Mini Mix: Contiene nes «Strider», «Mighty Final Fight», and «Bionic Commando».
- Candy Land/Chutes & Ladders/Memory 3-in-1.
- Castlevania Double Pack - Aria of Sorrow/Harmony of Dissonance.
- Centipede/Breakout/Warlords 3-in-1.
- Dora the Explorer: Super Star Adventures/The Search for Pirate Pig's Treasure.
- Final Fantasy I & II: Dawn of Souls: contains Final Fantasy I y II contiene sus Publicado Por Nintendo.
- The Legend of Zelda: A Link to the Past & Four Swords.
- The Game of Life/Yahtzee/Payday.
- Looney Tunes Double Pack.
- Madagascar and Shrek 2.
- Majesco's Rec Room Challenge: Contiene dardos, Roll-a-Ball, and Shuffle Bowl.
- Marble Madness & Klax.
- Mario & Luigi: Superstar Saga; Contiene el juego del título y Mario Bros.
- Mother 1+2; Contiene los dos primeros juegos de la serie Madre (conocido como Earthbound en los Estados Unidos).
- Namco Museum: contains Pole Position, Galaga, Galaxian, Ms. Pac-Man, and Dig Dug.
- Pac-Man Collection: Contiene Pac-Man, Pac-Attack, Pac-Man Arrangement, and Pac-Mania.
- Paperboy y Rampage contiene Ex-Publicado por Midway Games trade Futuro Currecto Warner Bros. Games Publisher.
- Sega's Phantasy Star Collection: contiene Phantasy Star I, II, y III.
- Rayman 10th Anniversary: contiene Rayman Advance and Rayman 3: Hoodlum Havoc.
- Risk/Battleship/Clue 3-in-1.
- Scooby-Doo: 2 Game in 1.
- Sega Arcade Gallery: After Burner/Space Harrier/Out Run/Super Hang-On.
- Sega Smash Pack: contains Ecco the Dolphin, Golden Axe, and Sonic the Hedgehog Spinball.
- Shark Tale & Shrek (Video).
- Spy Hunter/Super Sprint.
- Super Mario Advance: contains Super Mario Bros. 2 and Mario Bros.
- Super Mario World: Super Mario Advance 2: Contiene Super Mario World and Mario Bros.
- Yoshi's Island: Super Mario Advance 3: Contiene Super Mario World 2: Yoshi's Island and Mario Bros.
- Super Mario Advance 4: Super Mario Bros. 3: Contiene Super Mario Bros. 3 and Mario Bros.
- Teenage Mutant Ninja Turtles Double Pack: Contiene Teenage Mutant Ninja Turtles y Teenage Mutant Ninja Turtles 2: Battle Nexus.
- Tony Hawk's Underground / Kelly Slater's Pro Surfer.
- Yu-Gi-Oh! Double Pack: Reshef of Destruction & The Sacred Cards.
- Yu-Gi-Oh! Double Pack 2: Destiny Board Traveler & Dungeon Dice Monsters.

### Nintendo DS
- ATV: Thunder Ridge Riders/Monster Trucks Mayhem.
- Battleship/Connect Four/Sorry!/Trouble.
- Clue/Mouse Trap/Perfection/Aggravation.
- Namco Museum DS: Contiene Xevious, Galaga, Galaxian, Pac-Man, Dig Dug II, The Tower of Druaga, Mappy, Super Xevious, and Pac-Man VS.
- Puzzler Collection: Contiene Crossword, Sudoku, Word Search and Fitword.
- Uno/Skipbo/Uno Free Fall 3-in-1.
- Sonic Classic Collection /Sonic 1/Sonic 2/Sonic 3/Sonic and Knuckles/Knuckles in Sonic 2/Sonic 3 y Knuckles.
- Mega Man Zero Collection /Mega Man Zero/Mega Man Zero 2/Mega Man Zero 3/Mega Man Zero 4.

### Sega Game Gear
- Arcade Classics: - características Atari's Centipede, Missile Command y Pong.
- Sega Game Pack 4 in 1.

### Sega Master System
- Arcade Smash Hits: comprender Atari's Centipede, Breakout y Missile Command.
- Hang-On/Safari Hunt: Dual incluido con la compra Sega Master System Conjuntos.
- Hang-On/Astro Warrior: Dual incluido con la compra Master System «Sistema Base» («Base System») Conjuntos (Aquellos sin la pistola Sega Light Phaser).
- Marksman Shooting & Trap Shooting: Contiene dos juegos para el Master System la pistola Light Phaser, la pistola Sega Light Phaser. Un tercer juego, Safari Hunt fue incluido en el lanzamiento europeo.

Los multicartes Master System lanzados por Sega fueron etiquetados como «The Combo Cartridge» en la caja, en contraposición a las etiquetas «Mega Cartridge» y «Two-Mega Cartridge» colocadas en cajas de un solo juego.

### Sega Mega Drive/Genesis
- Arcade Classics: - comprender Atari's Centipede, Missile Command y Pong.
- MegaGames 3 in 1 - Vol 1: Incluye Columns, Super Hang-On y World Cup Italia '90. Lanzado en América del Norte como triple puntuación: 3 Games In 1.
- MegaGames 3 in 1 - Vol 2: Incluye Golden Axe, Streets of Rage y The Revenge of Shinobi.
- MegaGames 3 in 1 - Vol 3: Incluye Super Thunder Blade, Alien Storm y Super Monaco GP.
- Classic Collection (MegaGames 4 in 1): Includes Flicky, Gunstar Heroes, Alex Kidd in the Enchanted Castle and Altered Beast.
- MegaGames 6 - Vol 1: Incluye Golden Axe, Streets of Rage, The Revenge of Shinobi, Columns, Super Hang-On y World Cup Italia '90.
- MegaGames 6 - Vol 2: Includes Super Thunder Blade, Alien Storm, Super Monaco GP, Super Hang-On, World Cup Italia '90, and Columns.
- Mega 6 - Vol 3: Incluye Columns, The Revenge of Shinobi, Sonic the Hedgehog, Streets of Rage, Super Hang-On and World Cup Italia '90.
- Mega Man: The Wily Wars: Incluye Mega Man, Mega Man 2, y Mega Man 3.
- Menacer 6-game cartridge: Incluye con Sega's Accesorio de arma de luz, contiene 6 juegos de disparos originales.
- 6-Pak: Incluye Columns, Golden Axe, The Revenge of Shinobi, Sonic the Hedgehog, Streets of Rage and Super Hang-On.
- Sonic Compilation: Incluye Sonic the Hedgehog, Sonic the Hedgehog 2, and Dr. Robotnik's Mean Bean Machine. Lanzado en América del Norte como Sonic Classics.

### Super Nintendo Entertainment System
- Super Mario All-Stars: Incluye versiones rehacer de los tres juegos de Super Mario Bros. en el NES, así como la versión japonesa de Super Mario Bros. 2 (retitulado Super Mario Bros .: The Lost Levels). Estos juegos presentaron bandas sonoras remixadas de sus homólogos NES/Famicom. Una versión posterior, empaquetada con algunas consolas SNES, también incluía Super Mario World.
- Ninja Gaiden Trilogy: Contiene los tres juegos NES Ninja Gaiden con una paleta de colores mejorada y una banda sonora remezclada (y ligeramente reordenada).
- Super Scope 6: Contiene seis juegos para el Super Scope.
- Tetris & Dr. Mario.
- Williams Arcade's Greatest Hits: Contiene Defender, Defender II, Joust, Robotron: 2084, y Sinistar.
- Kirby Super Star.

### Nintendo 64
- Namco Museum 64: Contiene Pac-Man, Ms. Pac-Man, Pole Position, Galaga, Galaxian, y Dig Dug.
- Midway's Greatest Arcade Hits: Contiene Defender, Sinistar, Robotron: 2084, Joust, Spy Hunter, y Tapper.

### Space-3 Chronicle (Nintendo Dedicated consoles)
- Nintendo's America Tronsenpai 22 in 1 colección 1+3 (2018).
- Nintendo's Greatest Atari Rise of Rekame 1+3 (2018).

### Switch
Próximamente tiempo trabajos en Niños y Adolescentes años.
- Nintendo's Super Smash Bros./Melee Compilación.
- Nintendo's GameCube Collcetion of America Games (2019) Compilación.
- Funpack 8-en-1, Volumen 1. Contiene los Publicador Por Nintendo Of America Versión.
- Funpack 8-en-1, Volumen 2. Contiene los Publicador Por Nintendo Of America Versión.
- Funpack 8-en-1, Volumen 3. Contiene los Publicador Por Nintendo Of America Versión.
- Godzilla Action Toho-Smash 3 Trilogy: Godzilla: Destroy All Monsters Melee, Godzilla: Save of Earth, Godzilla: Unleashed
- Nombre títulos Juegos Compilaciones.
- Nombre títulos Juegos Compilaciones.

- Datos: Q2940678
- Multimedia: Multicarts / Q2940678